# Castigo corporal
Castigo corporal ou castigo físico é o uso deliberado de dor física a uma pessoa como punição por determinado comportamento. Muito usado também em crianças e adolescentes, teve sua origem no escravismo e em tese, o castigo físico serve como uma forma de fazer com que o castigado mude seu comportamento, embora na atualidade sejam desaconselhados pela maioria dos educadores.
O castigo corporal contra crianças é ilegal em Portugal. Contudo, alguns tribunais continuam a decidir a favor de réus acusados de agressões a crianças, à revelia da lei . No Brasil um projeto de lei que visa proibir castigos físicos em crianças e adolescentes foi aprovado recentemente pela Câmara, e aguarda aprovação do Congresso .
São conhecidos instrumentos de castigo físico o Chinelo, o cinto, a vara de marmelo, a palmatória a madeira. Entre outros. Há pessoas que utilizam formas rituais de castigo físico, onde a criança ou adolescente é obrigada a aguardar com data e hora marcada o castigo, se postar em determinada posição (por exemplo, de bruços), ou mesmo despir-se para apanhar, fazendo estes requintes parte do castigo. Por forma a aumentar a humilhação da criança há famílias em que o castigo físico é habitualmente aplicado na presença da família nuclear ou mesmo da família alargada; desta forma o castigo fisíco serve ainda de exemplo às demais crianças da mesma família.
Para além das sovas existem castigos físicos tradicionais bastante violentos, tal como ajoelhar no milho. Este castigo é ilegal em muitos países atendendo ao facto de ser muito doloroso e de deixar a criança ou adolescente bastante marcado.

## Educação
No Ocidente, poucos países ainda utilizam o castigo físico nas escolas, entre eles a Grã-Bretanha, a França e alguns estados norte-americanos. No Brasil, acompanhando a tendência, seu uso doméstico tem declinado desde os anos 1950, embora muitos pais ainda utilizem esse recurso em crianças ocasionalmente. Os castigos são feitos com chinelas ou chicotes.